# مجيد مرهون
مجيد حميد مرهون (17 أغسطس 1945 - 3 فبراير 2010) موسيقار وسياسي يساري بحريني.

## حياته
ولد مرهون في 17 أغسطس 1945 في منطقة الحورة بالبحرين. درس الابتدائية في مدرسة الروضة الحكومية، وم ثم إلى مدرسة القضيبية عام 1953. في عام 1961، انضم مرهون إلى جبهة التحرير الوطني البحراني، وقام بتأسيس فرقة موسيقية في نفس العام. في 23 مارس 1969 حكم عليه بالمؤبد بعد أن أدين بمحاولة اغتيال مساعد أحد رموز الحامية البريطانية، وأطلق سراحه في 26 أبريل 1990.

## روابط خارجية
- مجيد مرهون على موقع ميوزك برينز (الإنجليزية)